# Nyabuhagara
Nyabuhagara är ett vattendrag i Burundi.   Det ligger i provinsen Ruyigi, i den centrala delen av landet, 120 km öster om huvudstaden Bujumbura.
I omgivningarna runt Nyabuhagara växer huvudsakligen savannskog. Runt Nyabuhagara är det ganska glesbefolkat, med 32 invånare per kvadratkilometer.